# Gundelia tournefortii
Espèce
Gundelia tournefortii est une espèce de plante à fleurs de la famille des Asteraceae. Ce sont des plantes épineuses. Les jeunes feuilles sans leurs épines et les capitules sont consommées comme légume au Moyen-Orient.